# Nong-stoin
Nong-stoin o Nongstoin és un dels estats Khasis de Meghalaya.
La població el 1881 era de 8.473 habitants i el 1901 de 9.606 habitants i els ingressos estimats el 1903-1904 d'unes 7.610 rúpies. Els principals productes eren laca, mel, cotó, arròs i mill i es manufacturava poteria, vestits de cotó, eines de podar i aixades. Hi ha cal, cautxú i carbó. El cap porta el títol de siem.